# 加馬爾尼亞 (馬林區)
50°46′45″N 29°10′21″E / 50.77917°N 29.17250°E
加馬爾尼亞（烏克蘭語：Гамарня），是烏克蘭北部的村莊，隸屬日托米爾州的科羅斯滕區。該村始建於十八世紀，面積0.39平方公里，海拔高度151米，2001年人口915。